# Dominique Dropsy
Dominique Dropsy (9. prosince 1951 Leuze – 7. října 2015 Bordeaux) byl francouzský fotbalový brankář. Zemřel na leukemii.

## Fotbalová kariéra
Ve francouzské lize chytal za Valenciennes FC, RC Strasbourg Alsace a FC Girondins de Bordeaux. Nastoupil celkem v 596 ligových utkáních. V roce 1979 získal francouzský titul s RC Strasbourg Alsace a v letech 1985 a 1987 s FC Girondins de Bordeaux. V letech 1986 a 1987 získal s FC Girondins de Bordeaux francouzský pohár. V Poháru mistrů evropských zemí nastoupil ve 22 utkáních, v Poháru vítězů pohárů nastoupil v 8 utkáních a v Poháru UEFA ve 12 utkáních. Za francouzskou reprezentaci nastoupil v letech 1978–1981 v 17 utkáních. Na Mistrovství světa ve fotbale 1978 nastoupil v utkání proti Maďarsku.

## Ligová bilance
| Ročník          | Zápasy | Góly | Klub                     |
| --------------- | ------ | ---- | ------------------------ |
| Ligue 2 1971/72 | 19     | 0    | Valenciennes FC          |
| Ligue 1 1972/73 | 38     | 0    | Valenciennes FC          |
| Ligue 1 1973/74 | 38     | 0    | RC Strasbourg Alsace     |
| Ligue 1 1974/75 | 38     | 0    | RC Strasbourg Alsace     |
| Ligue 1 1975/76 | 38     | 0    | RC Strasbourg Alsace     |
| Ligue 2 1976/77 | 34     | 0    | RC Strasbourg Alsace     |
| Ligue 1 1977/78 | 38     | 0    | RC Strasbourg Alsace     |
| Ligue 1 1978/79 | 38     | 0    | RC Strasbourg Alsace     |
| Ligue 1 1979/80 | 38     | 0    | RC Strasbourg Alsace     |
| Ligue 1 1980/81 | 38     | 0    | RC Strasbourg Alsace     |
| Ligue 1 1981/82 | 31     | 0    | RC Strasbourg Alsace     |
| Ligue 1 1982/83 | 38     | 0    | RC Strasbourg Alsace     |
| Ligue 1 1983/84 | 37     | 0    | RC Strasbourg Alsace     |
| Ligue 1 1984/85 | 38     | 0    | FC Girondins de Bordeaux |
| Ligue 1 1985/86 | 38     | 0    | FC Girondins de Bordeaux |
| Ligue 1 1986/87 | 38     | 0    | FC Girondins de Bordeaux |
| Ligue 1 1987/88 | 38     | 0    | FC Girondins de Bordeaux |
| Ligue 1 1988/89 | 34     | 0    | FC Girondins de Bordeaux |
| CELKEM Ligue 1  | 596    | 0    |                          |
| CELKEM Ligue 2  | 53     | 0    |                          |